# Matthieu Stefanelli
Pour les articles homonymes, voir Stefanelli.
Matthieu Stefanelli est un pianiste, compositeur et chef de chœur français né à Nice le 8 mars 1985.

## Biographie
Né en 1985, Matthieu Stefanelli commence le piano à six ans au CRR de Nice puis entre à 16 ans au conservatoire de Paris (CNSMDP). Il a été élève de Jacques Rouvier, Prisca Benoît et Bruno Rigutto en piano, Claire Désert, Ami Flammer et le Quatuor Ysaye pour la musique de chambre, Alain Louvier et Anthony Girard pour l'analyse musicale et l'orchestration et Philippe Ferro pour la direction d'orchestre. Il étudie également auprès d'Hatto Beyerle, membre fondateur du Quatuor Berg. Finaliste du concours international de piano d'Orléans en 2014, il remporte le prix Albert Roussel à cette occasion et interprète entre autres ses Illusions pour piano.
Matthieu Stefanelli fonde le Trio Métabole avec Besa Cane et Julien Lazignac avec lequel il s'est produit durant 8 ans, mais aussi en soliste, notamment au festival international de piano de la Roque d'Anthéron, au festival Pau Casals à Prades, aux Nancyphonies, Piano en Saintonge, à la Halle aux grains à Blois, à l'Orangerie de Sceaux, à l'Abbaye royale de l'Epau, au Suntory Hall de Tokyo, au Printemps musical des Alizés au Maroc, en Israël, en Lituanie, à Paris salle Pleyel, à l'Hôtel de Soubise pour le Festival Jeunes Talents, au Bal Blomet, aux Musicales de Bagatelle et aux Invalides.
Tout en poursuivant sa carrière de pianiste concertiste, Matthieu Stefanelli est également compositeur et a travaillé auprès de Bernard Cavanna.

## Compositions
Il est invité à donner des masterclasses autour de ses œuvres en France et en Chine et figure parmi les membres de jury de concours internationaux dont le concours international Albert Roussel.
Il reçoit de nombreuses commandes, dont celle de Renaud Capuçon pour Gaïa interprétée par Michaela Spackova dans le cadre du 3e festival Nouveaux Horizons au Grand Théâtre d'Aix-en-Provence captée par Arte et France Musique en 2022, ou celle du festival des Forêts pour la pièce symphonique Electa créée par l'Open Chamber Orchestra sous la baguette de Yair Benaim, ou encore celle du Quatuor Girard et Sebastian Ene (lauréats de la Fondation Banque Populaire) pour son second quintette Les Fleurs du Paradis en hommage à la cathédrale Notre-Dame de Paris en 2021, captée en l'église Saint-Roch à Paris et diffusée par la RCF, puis donnée en public en l'église Saint-Eustache grâce au soutien de la Sacem et de l'Académie de Villecroze. Cette œuvre a fait l'objet d'un enregistrement pour le label Editons Hortus.
On peut compter également celle du Quatuor Eclisses pour Ellipsis en 2021, œuvre qu'il interprète en septembre 2023 à la Scala Paris diffusée sur France Musique dans l'émission de Rodolphe Bruneau-Boulmier et Émilie Munera, ou encore celle de Lisa Strauss et Théo Ould pour la Sonata da Chiesa pour violoncelle et accordéon au festival d'Auvers-sur-Oise en 2022.

## Autre
Il fonde également en 2016 les Chœurs de Paris Lacryma Voce, un grand ensemble amateur qui a pour vocation de former des personnes aux premiers rudiments musicaux et de se produire en concert avec orchestre symphonique dans un répertoire savant.

## Œuvres principales

### Œuvres pour piano
- 2005-7: Sonatine
- 2007-9 : 4 Illusions
- 2011-13 : Cinq Exordes
- 2014 : Jeux de mime
- 2014 : Passacaglia
- 2015-16 : Livre
- 2016-17 : Ombres chinoises
- 2021 : Lux
- 2024 : Remembrance - Valse de souvenirs
- 2024 : Nikaïa

### Œuvres de musique de chambre
- 2009-10 : Synaesthesis, trio pour piano, violon et violoncelle
- 2011 : Mautam, conte musical pour flûte et piano
- 2010-11 : Syn-phone ou Apparitions célestes, 1er quintette avec piano
- 2013 : Cabeceo Tango pour violon, contrebasse, accordéon, piano et percussions
- 2015-16 : Rain Forest, quatuor à cordes
- 2017 : Sonata-Partita pour hautbois d’amour et piano
- 2019 : Mélisma pour saxophone baryton et piano
- 2019-20 : Waitomo pour sextuor à vents
- 2019-20 : Les Fleurs du Paradis, 2nd quintette avec piano
- 2019-21 : Ellipsis pour quatre guitares
- 2022 : Sonata da Chiesa pour violoncelle et accordéon
- 2023 : The sound of Broadway pour saxophone alto et piano
- 2024 : Delirium pour deux saxophones sopraninos
- 2024 : Sur la voie du Shambhala - Sonate en duo pour violons acoustique, électrique, piano et percussions

### Œuvres orchestrales
- 2015 : Chronos Petite suite pour orchestre d’harmonie
- 2014-18 : Hypnos pour grand orchestre
- 2022 : Electa pour orchestre symphonique

### Œuvres lyriques
- 2010-2011 : Les airs lointains d'un cor... pour cor, voix et piano
- 2011-12 : Nuit blanche pour soprano et 11 instruments
- 2016-17 : Nadir Opéra-Conte pour 5 récitants, chœur d’enfants (ou de femmes) et grand orchestre d’harmonie
- 2004-18 : Stances pour voix et piano
- 2017-18 : In Tempus Sacri – Missa Brevis pour soprano et mezzo-soprano, chœur mixte, quintette à cordes et harmonium
- 2023 : Ave Maria pour soprano, chœur mixte, quintette à cordes et orgue
- 2024 : If pour chœur d'hommes et piano

### Œuvres concertantes
- 2006-11 : Paraphrase antique pour violoncelle, violon et orchestre
- 2013-16 : Chroma Concerto pour piano et orchestre de chambre
- 2022 : Gaïa ou Le cri de la Terre pour basson solo, sextuor à cordes et piano

## Albums
- Esprit Folk - Indesens-Calliope - avec Fanny Stefanelli-Gallois (2025)[35]
- A Parisian in Paris - Naxos - Quatuor Eclisses joue Ellipsis (2025)[36]
- Les Fleurs du Paradis - Editions Hortus - 2ème monographie (2022)[37]
- Chroma - Paraty - 1ère monographie (2020)[38]
- Inner Voice - Chapeau l'artiste - Matthieu Delage et Magali Albertini jouent Melisma (2020)[39]
- TrANsGressiOns - Paraty - Vassilena Serafimova et le SpiriTango Quartet jouent Cabeceo (2018)
- Brahms #3 (Live au Triton) - Triton - Nima Sarkéchik joue Passacaglia (2016)
- Compositrices françaises - Trio Métabole - Passavant (2013)[40]
- Albanie classique - Trio Métabole - Syrius (2009)[41]